# Ариан-4
Ариан-4 (Ariane 4) — европейская одноразовая ракета-носитель семейства «Ариан» среднего класса, использовавшаяся с 1988 по 2003 год. Конструкция ракеты была разработана французским Национальным Центром Космических Исследований (CNES), производилась компанией Арианспейс. За 15 лет произведено 116 пусков, из которых 113 были успешными. По данным Европейского космического агентства, в период эксплуатации обслуживала около 50% рынка запусков коммерческих спутников.
«Ариан-4» была спроектирована как универсальный носитель, который имел различную комплектацию, зависящую от требуемой массы выводящегося на орбиту полезного груза. Наиболее востребованными были модификации 44L и 44LP, позволявшие выводить на геопереходную орбиту объекты массой более 4 тонн. Все пуски «Ариан-4», как и её предшественниц, выполнялись с космодрома Куру, находящегося во Французской Гвиане.

## История
В 1973 году на совместной конференции Европейской Организации по Космическим Исследованиям (ESRO) и Европейской Организации по Разработке Космической Ракетной Техники (ELDO) была принята программа «Ариан». Разработка была поручена французскому CNES. Первый полёт «Ариан-1», позволявшей выводить на ГПО полезный груз массой 1,75 т, состоялся в 1979 году. В дальнейшем были разработаны «Ариан-2» и «Ариан-3», последняя из которых могла выводить массу порядка 2,5 т.
Европе требовалась более мощная ракета-носитель, поэтому в 1982 году была начата разработка «Ариан-4», от которой требовалось увеличение выводимой полезной нагрузки на 90%, по сравнению с предыдущими версиями РН. В работе над носителем было задействовано около 40 компаний из 11 стран Европы, а общая стоимость разработки оценивалась в 486 миллионов ЭКЮ 1986 года. В результате через 6 лет, 15 июня 1988 года, состоялся первый пуск. Со стартовой площадки ELA-2 космодрома Куру была запущена модификация Ariane-44LP H10. Поставленные задачи были выполнены, а максимальная масса полезного груза, выведенная на ГПО, составила 4946 кг.